# かもつれっしゃのワムくん
『かもつれっしゃのワムくん』は、1984年に出版された、関根栄一作、横溝英一絵による日本の絵本。同年時点、日本国有鉄道（国鉄）時代の貨物列車を題材にしており、登場キャラクターの多くは国鉄時代の貨車をモチーフとしている他、操車場や連結手など当時の貨物列車の光景が多数描かれている。

## あらすじ
とある電化私鉄の山奥の駅の駅長の荷物を運んだのを最後に、山の駅の側線で1ヶ月も留置されていた有蓋車の「ワムくん」ことワム93287（くさにはな）。隣に停車したタンク車のタム4192（よいくに）が語る国鉄の貨物列車の長話を聞くうち、ワムくんはゆっくりと眠りに就いた。
翌日、ワムくんの車内にリンゴが積載され、無蓋車を始めとした多数の貨車と共に列車を組み、山の駅を出発した。長い旅の中でワムくんの連結相手は無蓋車から有蓋車、そしてワムくんにとって初体験である国鉄の貨物列車へ何度も変わっていく。やがて港の駅に到着したワムくんは、「太平洋線（たいへいようせん）」を走る貨物列車の最後尾に連結され、海の中を走る。ところがその途中で地震が発生し、他の貨車が胸鰭や尾鰭を出して泳ぎ始める一方で脱線したワムくんは海の底へと沈没してしまう。沢山の魚たちが積み荷のリンゴを求めて集まるが、ワムくんはどうしようもできない。
そこに雨合羽を着た検車係のつねきさんが現れ、朝一番の列車の汽笛が聞こえたところで、ワムくんは今までの光景が夢であった事に気が付いた。そして、空のまま大きな駅へ回送することを呟いたつねきさんによって、ワムくんは車輪をハンマーで叩かれるのだった。

## 登場キャラクター
登場キャラクターのうち、鉄道車両については数字にちなんだ語呂合わせが表記されている。

### 貨車
- ワム93287（くさにはな） - 主人公の有蓋車で、文中では「ワムくん」と呼ばれる。国鉄のワム90000形とは無関係で冒頭部に出てくる私鉄に所属する貨車、外見は茶色（とび色）で妻板や扉にプレス鋼板が使われ、両開き扉に丸屋根を持つ構造をしている。本人によると国鉄を走った事は一度もない[1][5]。
- タム4192（よいくに） - 「明口石油[6]」という石油会社の私有貨車。港から石油を積み、ワムくんが留置されている駅に到着したタンク車。 ワムくんに自身が見た国鉄の貨物列車を語るが、あまりにも長話になった結果ワムくんは聞いている途中で眠りに就いてしまう[1][7]。
- トラ70423（なまるよにいさん） - 黒い塗装でプレス鋼板の妻板や側板を持つ無蓋車、夢の中でリンゴを積載したワムくんの前方にトラ70423と同形らしいもう2両が石（人間のこぶし大程度の砕石）を積載して最初に連結され、走行時に飛び散った粉が目や鼻に入るためワムくんは嫌がっていた[1][8]。
- ハワム188960（ひとはやくろまる） - 茶色（とび色）の塗装でプレス鋼板製の尖屋根をした側面が総開きの有蓋車。夢の中で7つ目の停車駅（ただ）で、他の7両のハワム達と共にワムくんとトラ70243の間に繋がれる[1][9]。夢の中の登場車輌だが、ただ駅で出会った際、ワムくんが「ハワムはサイダー工場の専用車」と既知なので現実でも会ったことはあるらしい。
- ク5000 - 車運車。番号は不明。
- ツム152831（いちごにやさい） - 巨大なベンチレーターが2つ屋根にある黒い通風車。大規模な操車場で野菜を積んだ状態でワムくんと連結し、もう1つの大規模な操車場で切り離され、東京の市場に近い駅へと向かった。ワムくんの夢の中に登場[1][9]。
- レム6000 - 冷蔵車。番号は不明。ワムくんの夢の中に登場。
- ヨ6895 - ワムくんの私鉄に所属する（ただし社紋はついてない）国鉄ヨ6000を短縮（側面窓が3つから2つになっている）したような外見の車掌車。ワムくんの夢の中に登場し、ワムくんが国鉄に入るまで編成最後尾にいた[1][9]。

### 絵本オリジナル貨車
- ヘム73235（なみにさんご） - ワムくんの夢の中に登場した太平洋線[10]用の貨車。潜水艦に似たタンク体を有するボギー貨車で、脱線時には他の太平洋線の貨車と同様に鰭を生やして泳ぎまわる事が出来る[11]。
- 球体型タンク車 - ワムくんの夢の中に登場した太平洋線用の貨車。番号は不明。球体型のタンク体を有するボギー貨車。

これ以外に大きな操車場の場面で「セラ」という形式名だが、北海道などに見られる側開きボギー車に似ているもの。「カサ」という牛を積んだ家畜車などの謎の貨車が登場している。

### 機関車
- ED49840（よくはしれ） - ワムくんのいる私鉄の電気機関車（社紋はついてない）、茶色い塗装で前後にデッキがある構造をしている。ワム君の夢の中に登場し、駅を出発したワムくんやトラ70423を含む貨物列車を牽引する[8]。
- EF66 - 国鉄の電気機関車。

### 人物
- ぬきたさん - タヌキのような顔つきをしている連結手。ワムくんが留置されていた駅以外に、夢の中では港の小さな駅でも姿を見せた[14]。
- つねきさん - キツネのような尖った口の検車係。ワムくんが留置されていた駅以外に、夢の中では大きな操車場でも姿を見せている[15]。

## 書籍情報
- 関根栄一、横溝英一『かもつれっしゃのワムくん』小峰書店、1984年5月。ISBN 4338006080。

## 模型化
トミーテックが展開する鉄道模型ブランドのTOMIXによって、劇中に登場した貨車をモチーフにしたNゲージ模型「かもつれっしゃのワムくんセット」が2021年7月に発売された。
このセットにはワムくんことワム93287をはじめ、タム4192・トラ70423・ハワム188960・ツム152831・ヨ6950の6両がセットになっている。また、原作絵本を収録した小冊子も同封される。

## その他
作中には「かしゃかしゃはしる」（関根栄一作詞、森潤子作曲）という楽曲の歌詞が挿入されており、巻末には楽譜も収録されている。